# Sotta
Sotta är en kommun i departementet Corse-du-Sud på ön Korsika i Frankrike. Kommunen ligger  i kantonen Figari som tillhör arrondissementet Sartène. År 2022 hade Sotta 1 866 invånare.

## Befolkningsutveckling
Antalet invånare i kommunen Sotta
Referens:INSEE